# Provincia de Taunat
La provincia de Taunat es una de las provincias de Marruecos, parte de la región Fez-Mequinez. Tiene una superficie de 5.585 km² y 668.232 habitantes censados en 2004. 

## División administrativa
La provincia de Taunat consta de 5 municipios y 43 comunas:

### Municipios
- Ghafsai
- Karia Ba Mohamed
- Taunat
- Thar Es-Souk
- Tissa

### Comunas
| - Ain Aicha - Ain Legdah - Ain Maatouf - Ain Mediouna - Bni Oulid - Bni Ounjel Tafraout - Bni Snous - Bouadel - Bouarouss - Bouchabel - Bouhouda - El Bibane - El Bsabsa - Fennassa Bab El Hit - Galaz | - Ghouazi - Jbabra - Khlalfa - Kissane - Messassa - Mezraoua - Mkansa - Moulay Abdelkrim - Moulay Bouchta - Oudka - Oued Jemaa - Oulad Ayyad - Oulad Daoud - Ourtzagh | - Outabouabane - Ras El Oued - Ratba - Rghioua - Sidi El Abed - Sidi Haj M'Hamed - Sidi M'Hamed Ben Lahcen - Sidi Mokhfi - Sidi Yahya Bni Zeroual - Tabouda - Tafrant - Tamedit - Timezgana - Zrizer |